# Intramotor
Intramotor is een Italiaans historisch merk van motorfietsen.
De bedrijfsnaam was Intramotor-Gloria S.p.A, Verona, later Arcole.
Van 1976 tot 1978 produceerde Intramotor fietsen, motorfietsen en triporteurs onder de typenamen "Blanco", "Scout", "Super Scout" en "Gipsy". Bovendien leverde men 125cc-Enduro- en crossmotoren. Ze werden aanvankelijk voorzien van 49- tot 124cc-inbouwmotoren van Minarelli, maar latere modellen hadden motortjes van Sachs.